# Apristurus microps
Espèce
Répartition géographique
Statut de conservation UICN

 LC  : Préoccupation mineure
Apristurus microps est une espèce de requins.